# ルセナ駅
ルセナ駅はフィリピン国鉄南方本線の鉄道駅。ケソン州ルセナの市中心域の南の端、バランガイ10にある。
この駅は南方本線の主要停車駅であった、2006年に台風ミレニオによって南方線のインフラにダメージを受けて運用が中断するまでは都市間サービスにも主要駅として利用されていた。運用当時はビコール・エクスプレスとマヨン・リミテッドの両方の急行列車が停車していた。
ケソン州の州政府が入るケソン州政府センターに近く、ペレス・パークやルセナ消防署が近くに存在する。南方にはルセナ港が、西にはルセナ空港が存在する。
南方本線の車庫やメンテナンス施設としても利用されている。

## 歴史
ルセナ駅は1913年2月10日に開業し、1938年に南方本線の開通と同時期に建物が拡張されている。
南方本線の主要停車駅として利用され、2006年に台風ミレニオによって南方線のインフラにダメージを受けて運用が中断するまでは都市間サービスにも利用されていた。運用当時はビコール・エクスプレスとマヨン・リミテッドの両方の急行列車が停車していた。

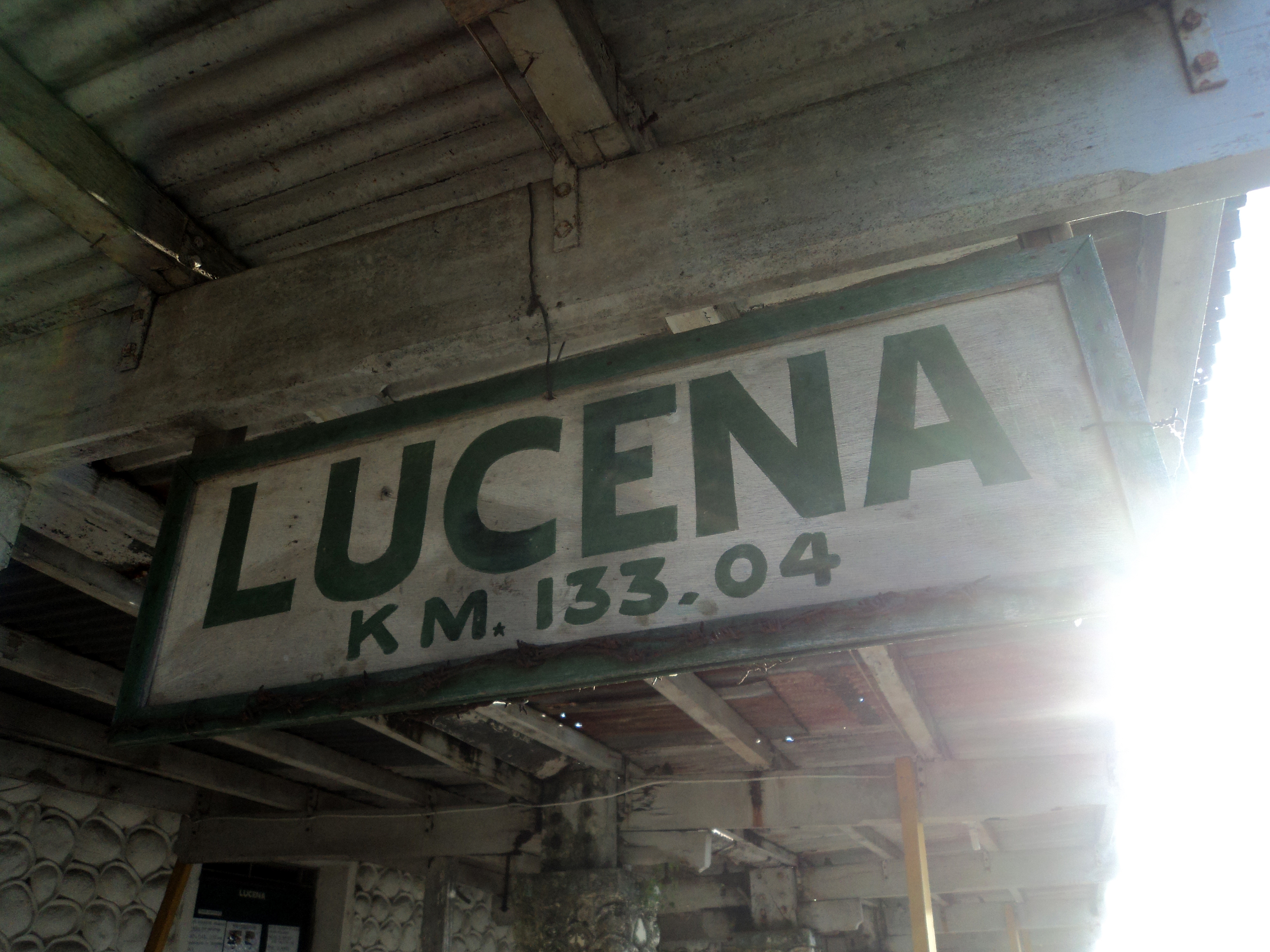
距離が書かれたルセナ駅駅看板